# سكوت غوردون (لاعب كرة قدم كندية)
سكوت غوردون هو لاعب كرة قدم كندية كندي، ولد في 21 فبراير 1977 في أوتاوا في كندا.